# Исламска заједница Србије
Исламска заједница Србије је врховно тело муслимана на територији Србије организована у Ријасет. Ријасет исламске заједнице Србије подељен је на 3 мешихата: србијански, санџачки и прешевски.
Председници мешихата су: муфтија србијански Абдулах Нуман, муфтија санџачки Сенад Халитовић и муфтија прешевски Неџмедин Саћипи. На челу Ријасета исламске заједнице Србије је врховни поглавар свих муслимана Србије реис-ул-улема Сеад Насуфовић. Поред Исламске заједнице Србије, на територији Србије делује и Исламска заједница у Србији, која чини засебан мешихат у саставу Ријасета Исламске заједнице у Босни и Херцеговини.

## Успостављање
Исламска заједница Југославије је нелегитимно укинута 1993. а међу четворицом потписника дисолуције били су Мустафа Церић и Муамер Зукорлић. Поделом су успостављене сецесионистичке исламске заједнице Косова, Босне и Херцеговине, Санџака, Хрватске и Словеније.
С друге стране, Исламска заједница Србије је 1994. у Нишу одржала Сабор којим је успостављен правни континуитет са Исламском заједницом Србије у Социјалистичкој Републици Србији. Исламска заједница Србије, под тим именом а са седиштем у Београду, на челу са муфтијом Хамдијом Јусуфспахићем, од 2001. уписана је у Регистар Завода за статистику Републике Србије. Исламска заједница Србије је до 2007. обухватала простор централне Србије и Војводине, без шест општина Рашке области (Санџака), где је деловала Исламска заједница Санџака. Сабор Исламске заједнице Србије је 19. фебруара 2007. усвојио Устав Исламске заједнице Србије којим је она уздигнута у ранг Ријасета за територију Републике Србије и успостављен континуитет са исламском верском заједницом у Кнежевини Србији. За реис-ул-улему је именован Хамдија Јусуфспахић.
У октобру 2007. године је за новог реис-ул-улему изабран Адем Зилкић, а Хамдија Јусуфспахић је изабран за почасног реис-ул-улему. За муфтију санџачког изабран је Хасиб Суљовић.

## Поновни избор Адема Зилкића 2010. године
За новог реис-ул-улему био је два кандидата, дотадашњи врховни поглавар Адем Зилкић и муфтија србијански Мухамед Јусуфспахић. Непосредно пре гласања кандидатуру је повукао Мухамед Јусуфспахић па је на на Врховном сабору Исламске заједнице који је одржан у Новом Пазару за реис-ул-улему изабран Адем Зилкић. Након што је ту функцију обављао у два наврата ои једну годину, овим гласањем је добио мандат од пет година.

## Избор реис ул-улеме 2016. године
У јуну 2016. године на седници Врховног сабора Исламске заједнице Србије која је одржана у Новом Пазару разрешен је дужности комплетан ријасет Исламске заједнице Србије на челу са реис-ул-улемом Адемом Зилкићем, међу којима је био и србијански муфтија Мухамед Јусуфспахић. За новог србијанског муфтију постављен је Абдулах Нуман. Изабрани су и нови муфтија санџачки (Хасиб Суљовић) и нови муфтија прешевски (Неџмедин Саћипи). До избора новог реис-ул-улеме одлучено је да Исламску заједницу Србије водити повереништво сачињено од тројице муфтија (србијанског, санџачког и прешевског). Сеад Нусуфовић је изабран за новог реис-ул-улему 2. јула 2016. године, а свечано је устоличен у Бајракли џамији у Београду. Он би на том месту требало да остане до 2021. године.

## Нови муфтија санџачки и реизбор реис ул-улеме Сеада Насуфовића
У Тутину је 2019. године изабран нови муфтија санџачки. У конкуренцији пет кандидата, дугогодишњи помоћник муфтије санџачког, Сенад Халитовић је добио једногласну подршку.
У Београду је 12. децембра 2021. године одржана седница Врховног сабора Исламске заједнице Србије на којој се бирао реис ул-улема. За врховног поглавара Исламске заједнице Србије, реизабран је Сеад Насуфовић коме ће то бити други петогодишњи мандат.

## Несугласице око избора реис ул-улемe у Исламској заједници Србије
Током 2023. године дошло је до раскола у Исламској заједници Србије која се поделила у два табора. Прво је 8. октобра подржан од Мухамеда Јусуфспахића за реис ул-улему изабран муфтија прешевски Неџмедин Саћипи. Седам дана касније у Новом Пазару подржан од стране Мешихата санџачког за реис ул-улему изабран је дотадашњи муфтија санџачки Сенад Халитовић. И једни и други полажу право на место верског поглавара муслимана у Србији.

## Верски поглавари

### Врховни поглавар свих муслимана Србије реис-ул-улема
| #  | Слика | Име и презиме       | Датум рођења      | Датум смрти    | Служба      | Напомене |
| -- | ----- | ------------------- | ----------------- | -------------- | ----------- | --- |
| 1. |       | Хамдија Јусуфспахић | 16. јун 1937.     | 31. март 2016. | 2006 — 2007 | Од 2006. до 2007. године био реис-ул-улема, а од 2007 до смрти 2008. године почасни реис-ул-улема.                                                                    |
| 2. |       | Адем Зилкић         | 1956.             |                | 2007 — 2016 | Наследио је Хамадију Јусуфспахића 2007. године. Прво је биран два пута у мандату од једне године, а 2010. године изабран је за реис-ул-улему у трајању од пет године. |
| 3. |       | Сеад Насуфовић      | 22. јун 1979.     |                | 2016 — 2023 | Изабран је 2016. године за реис-ул-улему. |
| 4. |       | Сенад Халитовић     | 14. фебруар 1979. |                | 2023 —      | Изабран је 2023. године за реис-ул-улему. |

### Муфтија србијански
| #  | Слика | Име и презиме       | Датум рођења       | Датум смрти    | Служба       |
| -- | ----- | ------------------- | ------------------ | -------------- | ------------ |
| 1. |       | Хамдија Јусуфспахић | 16. јун 1937.      | 31. март 2016. | 1994 — 2008  |
| 2. |       | Мухамед Јусуфспахић | 28. новембар 1968. |                | 2008 — 2016  |
| 3. |       | Абдулах Нуман       | 1950.              |                | 2016 — 2023. |
| 4. |       | Мухамед Зиљкић      | 1978.              |                | 2023 —       |

### Муфтија санџачки
| #  | Слика | Име и презиме     | Датум рођења      | Датум смрти | Служба      |
| -- | ----- | ----------------- | ----------------- | ----------- | ----------- |
| 1. |       | Хасиб Суљовић     | 1958.             |             | 2007 — 2019 |
| 2. |       | Сенад Халитовић   | 14. фебруар 1979. |             | 2019 — 2023 |
| 3. |       | Мухамед Демировић | 1978.             |             | 2023 —      |

### Муфтија прешевски
| #  | Слика | Име и презиме   | Датум рођења     | Датум смрти | Служба |
| -- | ----- | --------------- | ---------------- | ----------- | ------ |
| 1. |       | Неџмедин Саћипи | 16. август 1965. |             | 2007 — |